# Sam Webb
Samuel Webb, detto Sam (Maine, 16 luglio 1945), è un politico e attivista statunitense ed ex leader del Partito Comunista degli Stati Uniti d'America. Attualmente risiede a New York ed è membro del Partito Democratico.

## Biografia
Webb è nato nel Maine e si è laureato nel 1967 alla Saint Francis Xavier University in Nuova Scozia (Canada). Ha lavorato come dirigente del Partito Comunista in Michigan tra il 1978 e il 1988. Le posizioni prese pubblicamente da Webb sono talvolta in contrasto con l'attuale modo di pensare del governo. Webb è un forte sostenitore del socialismo e della democrazia.
Webb ha sostenuto il Partito quando ha deciso, nel 2004, di appoggiare il Partito Democratico alle elezioni presidenziali. Webb infatti sosteneva che la democrazia era a rischio finché al governo c'erano i repubblicani. Egli ha chiamato Barack Obama un "sostenitore del popolo" e ha detto che alcune delle sue decisioni prese per cambiare la politica di George W. Bush sono state lodevoli.
Webb ha viaggiato in Cina, Regno Unito, Cuba e Vietnam al fine di incontrare i più grandi leader socialisti e comunisti del mondo. Ha altresì partecipato alla riunione di Atene dei partiti comunisti del mondo. Webb è stato accusato dalla sinistra moderata americana di applicare la teoria leninista.